# Vuillecin
 Vuillecin  es una comuna y población de Francia, en la región de Franco Condado, departamento de Doubs, en el distrito y cantón de Pontarlier.
Su población en el censo de 1999 era de 524 habitantes.
Está integrada en la Communauté de communes du Larmont .

## Demografía
| 174 | 178 | 256 | 405 | 441 | 524 |
| Para los censos de 1962 a 1999 la población legal corresponde a la población sin duplicidades (Fuente: INSEE [Consultar]) |     |     |     |     |     |